# Болховский кремль
Бо́лховский кремль — историческая деревянная крепость Болхова. В настоящее время территория кремля известна среди горожан под названием «Городок».

## История

### Древнерусское время
Детинец древнерусского времени, основанный в XII веке, находился на мысу у впадения речки Болховки в Нугрь. Благодаря обеим рекам он был защищён с трёх сторон — восточной, южной и западной. Здесь находилась резиденция удельных князей Болховских. В XV веке город пришёл в запустение, а князья отъехали на московскую службу.

### Восстановление при Иване Грозном

Осада Болховской крепости крымскими татарами в 1565 году

Новый город на старом городище был построен в середине 1550-х годов. Его первым воеводой был Михаил Репнин, а «город делал» Григорий Нагой. Уже вскоре под Болхов начали приходить крымские татары. Один из крымских отрядов под командованием Дивей-мурзы был разбит близ города в 1562 году. В 1565 году Болхов осаждала многотысячная армия Девлет-Гирея. Несмотря на то, что у неё была в том числе и артиллерия, воеводы Василий Кашин и Иван Золотой-Оболенский не только отбили все приступы, но и отстояли незащищённый посад, дождавшись подхода основной русской рати. В 1571 году Болхов по указу Ивана Грозного был дополнительно укреплён.
Возвышенность, на которой находился Болховский кремль, называется сегодня Красной горой. Кремль был построен в технике рубленого города. С севера неширокий перешеек соединял крепость с соседней возвышенностью, где находился посад, обнесённый предположительно после 1571 года, острожной стеной с башнями. Вокруг обоих укреплений располагались слободы. Во второй половине XVI веке в городе возникли мужской Рождество-Богородичный Оптин монастырь и женский Богородичный Всехсвятский монастырь.

### Смутное время
В 1606 году жители Болхова примкнули в восстанию Болотникова и открыли ворота повстанцам, которые жестоко расправились с несколькими горожанами. К концу года болховитяне вновь перешли на сторону царя Василия Шуйского и убили и взяли в плен многих «воров». Однако уже в следующем городу Болхов был взят Лжедмитрием II. В том же году повстанцы были выбиты из города воеводой Третьяком Сеитовым. Болхов стал опорным пунктом царского войска, посланного против самозванца, однако, несмотря на большой численный перевес, в мае 1608 года оно проиграло Лжедмитрию II битву под Болховом. Войско Лжедмитрия, захватившее весь обоз и тяжёлую артиллерию, осадило Болхов, в котором оборонялся гарнизон во главе с Третьяком Сеитовым и Григорием Валуевым. После трёхдневной осады Болхов был взят. В 1611 году Болхов неоднократно занимался литовцами, которые сильно разорили его. В конце 1611 года Болхов был очищен от литовцев воеводой Фёдором Елецким, который приступил к восстановлению сожжёного кремля, но уже в 1613 года новая крепость была вновь сожжена литовцами. В 1615 году под Болховом появился отряд Александра Лисовского, который внезапно напал на Болхов и едва его не взял, но немногочисленные служилые люди под началом воеводы Степана Волынского после ожесточённого боя сумели отбросить лисовчиков. В 1616 году Болхов дважды осаждался крымскими татарами, но безуспешно. В том же году под Болховом произошла битва русской рати с литовцами, которая окончилась неопределённо. В 1618 году Болхов отбил пять нападений различных литовских отрядов.

### Дальнейшая история кремля
Во второй половине XVII века Болховский кремль представлял собой неправильный в плане пятиугольник, обнесённый острожной стеной с обламами протяжённостью 954 м. В кремль вели трое проездных ворот: Никольские, Пятницкие и Егорьевские. Самой высокой была Никольская башня с дозорной вышкой и вестовым колоколом. Остальные семь башен были глухими. Кремль со всех сторон окружал частик, поставленный вдоль рва у подножия горы. Размеры крепости по сравнению с концом XVI — началом XVII веков несколько уменьшились. При восстановлении кремля после осад и разорений Смуты вне кремля оказался треугольный мыс с южной стороны, на котором находилось древнее городище. Внутри крепости находились два деревянных собора — Спасо-Преображенский и Никольский. В 1671 году вместо них был возведён каменный Спасо-Преображенский собор. В северо-западном углу кремля находился обширный воеводский двор, окружённый заполотом. Напротив него находилась приказная изба с тюрьмой. Остальную территорию кремля занимали дворы священников, соляной амбар, хлебные житницы и казённый погреб, где хранили порох, свинец и оружие. Стены находившегося с северной стороны от кремля посада («старого острога») после Смуты так и не были восстановлены.
В 1690 году укрепления Болхова были перестроены и усилены. Вместо острожной стены вновь поставили рубленую с обламами. Старое городище по-прежнему не было включено в состав крепости. Однако из-за незавершённости новых укреплений они вскоре вновь обветшали. В XVIII веке Болхов утратил военное значение, но его укрепления простояли ещё несколько десятилетий, пока не были уничтожены двумя пожарами — в 1744 и 1748 годах.
В «Городке» сегодня находятся возведённый в 1842—1851 годах новый Спасо-Преображенский собор, а также Свято-Троицкая церковь 1708 года постройки, являющаяся современницей крепости. С южной стороны на территории городского сада «Городок» уцелел сильно оплывший земляной вал.